# バッテリーバックアップ

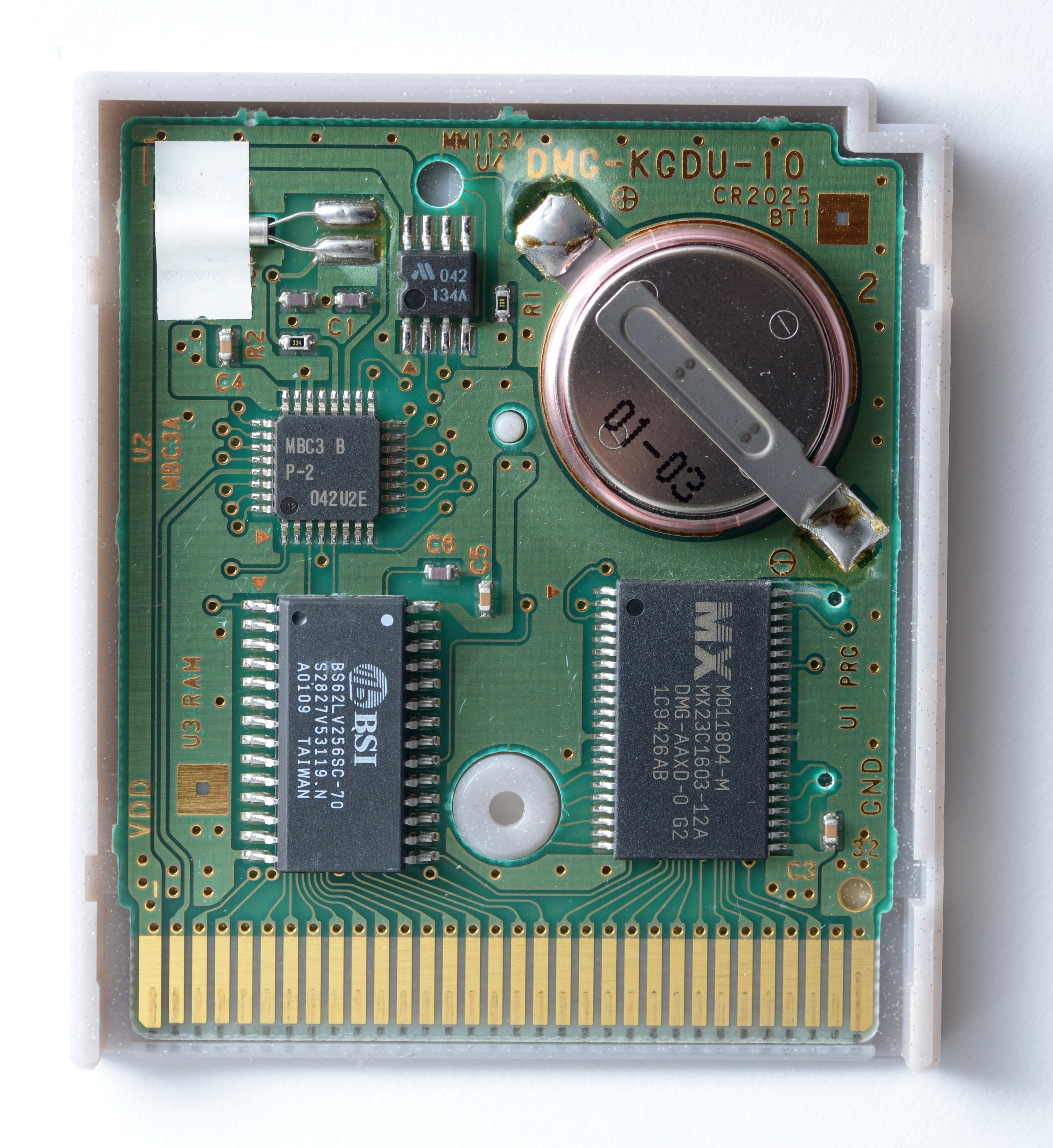
ゲームボーイのロムカセット内部。
バックアップ電池を内蔵している

バッテリーバックアップ（battery backup）とは、コンピュータなどの電子機器において、電池を使用することによってデータを記憶装置上に保存しておく技術である。英語表記の頭文字をとって「BB」「B.B」「B.B.」などと表記することもある。

## 概要
バッテリーバックアップに際して用いられるメモリはSRAMである。コンピュータ本体の電源を切断しても電池からSRAMに電気が供給され、データは電池切れにならない限りSRAM上に保存される。データを保持できる期間は、ほぼバッテリーの自己放電特性によるが、それ以外にSRAMのスタンバイ時の消費電流や回路構成、周囲温度なども影響する。

## パソコンなどにおけるバッテリーバックアップ
パソコンなどのコンピュータにおいては、主電源を切っているときのコンピュータのBIOS設定の保持や内蔵時計の動作に使用される。機器本体内でバックアップを行う場合は、電源としてボタン型電池などの一次電池やNiCd電池などの二次電池を用いる。その他にも、NiH電池や電気二重層コンデンサが用いられる。
二次電池の場合、機器に通電している際に充電されるため電池を交換する必要がなく、日常的に使用していればデータが消える可能性は低い。しかし、長期間通電しない場合は数ヶ月程度でバッテリーが放電してしまうため、一次電池より保持期間は短い。また、10年程度以上経ったNiCd電池は、液漏れなどにより充電できない状態になる場合がある。
機器によっては、NVRAM（小型の電池を内蔵したSRAM）を搭載している。

## ゲームソフトのバッテリーバックアップ

### ROMカートリッジ式ゲーム機の場合
ROMカートリッジでゲームソフトが供給された家庭用ゲーム機では、ROMカートリッジの内部に電池を内蔵することで実現され、主にゲームの途中のデータを保存する目的で使用された。この技術の導入により、長いパスワードをメモして再開時に入力する、といった手間を省くことができるようになった。パスワードの写し間違いによりゲームを再開できなくなることもなくなった反面、プレイヤーの過失とは無関係にデータが消失する事態も発生した。
- ファミリーコンピュータにおいてバックアップの概念が確立されたのは、'86年ディスクシステム版「ゼルダの伝説」の頃となる。[1]ファミリーコンピュータはバッテリーバックアップを考慮していないプラットフォームである[注 1]。すなわちCPUとカートリッジのメモリ空間がCPUのバスを通じて直接接続されており、さらに一定容量以上のカートリッジは、カートリッジ内にメモリ空間を拡張するための制御回路(MMC, Multi Memory Controller)を搭載しバンク切り替えを行っている。このため単純に電源を切ると、電源を切断して回路の電圧・電流が低下した瞬間に、CPUやMMCが誤動作する可能性がある。カートリッジバス上のMMCの誤動作やメモリ空間にSRAMが見えている最中にこのような状況が発生すると、SRAMのデータ化けを起こす確率が非常に高くなる。バッテリーバックアップ機能を搭載したファミリーコンピュータ用カートリッジの多くは、電源を切る際に、リセットボタンを押したまま電源スイッチをOFFにする必要があるが、これはリセットボタンを押している間はCPUの動作が完全に停止する為である[注 2]。スーパーファミコンの場合はリセットを押さずに電源を切っても問題はない。[1]
- 前述のエラーや書き込まれるデータの問題によってセーブデータが欠けていた場合、そのエラーの大小にかかわらず該当データはゲームによって破棄される実装になっているものが多く、取り扱いや接続端子の状態によっては記録したデータを喪失するケースも発生する。

ROMカートリッジ式ゲームソフトの場合、バックアップ用の電源には一次電池のコイン形リチウム電池が使用されることが多い。このリチウム電池の寿命は数年程度であるが、ゲーム機の電源を入れている間はゲーム機本体から電力が供給されるため、電池寿命の長さはプレイ時間に比例する（一次関数であり、電池単独の稼働時間にプレイ時間を足したものが全体の電池寿命となる）。電池が切れるとバッテリーバックアップは機能しなくなってしまうため、引き続きバッテリーバックアップを使用するには電池の交換が必要である（ユーザー自身の手で行うことが推奨されず、原則メーカーに依頼する）。ただし、交換のために電池を抜いた場合にもバッテリーバックアップは機能しなくなるため、保存されていたデータは電池交換時には消えてしまう。このため、ファミリーベーシックの専用カセット、アスキーのターボファイル、PCエンジンの天の声2やバックアップブースターなどでは市販の単三電池が使用出来るようになっており、本体の電源を入れたまま電池交換するという処置が取られた。これは、同時期のハードウェアにはあまり見られない珍しい仕様である。
1990年代後半頃から、セーブデータだけではなくカートリッジ内蔵の時計を動かす為に電池が用いられたソフトが現れた。その際、電池はセーブデータ保持と兼用である場合と、セーブデータとは別系統である場合があり、前者の場合は後者の場合やそもそも時計機能が無いものよりも消費電力が大きくなるため、同一容量の内蔵電池を使った場合にデータ保持期間はより短い傾向がある。
近年ではセーブそのものに失敗し、カートリッジ内蔵電池の消耗を警告してくれるソフトも多数存在するが、この事は説明書には一切の記述が無く、バグではないかと思い悩んでいるユーザーも少なくは無い。

### 光ディスク式ゲーム機の場合
CD-ROMなどの光ディスクでゲームソフトが供給された家庭用ゲーム機では、供給メディアの性質からメディアに直接データを書き込むことができないため、主にゲーム機本体に内蔵されているバックアップメモリ領域に対してデータの保存が行われた。これらの機種では、データ保持用の電源に電池ではなくコンデンサ（キャパシタ）が使用され、本体の動作中に充電が行われる仕組みとなっていた。物理的なトラブルでデータが破損することは少ないが、しばらく本体に通電させないままでいるとデータを保持できなくなってしまう。
基本的には全ソフトで本体のバックアップメモリ領域が共有され、その容量から溢れ出す場合は適宜不必要なデータを削除する必要があったが、一部の機種では外部のバックアップ用拡張機器も供給されていた（PCエンジンCD-ROM2における天の声BANK、メガドライブメガCDにおけるバックアップRAMカートリッジ、セガサターンにおけるパワーメモリーなど）。
プレイステーションの登場で外部メモリーカードに保存する形が提示されて以降は、以上に挙げたようなバッテリーバックアップ機構を備えた光ディスク式ゲーム機は発売されていない。近年では動画や画像・音楽などの外部データやアプリケーションの保存領域としてハードディスクドライブ(例、PS3)やフラッシュメモリ(例、Wii)を、本体に搭載しているゲーム機が多くなっており、これをセーブデータの記憶媒体として利用するものが主流となっている。

### 歴史
はじめてバッテリーバックアップを採用したゲームソフトは、1985年秋発売のスーパーカセットビジョン用ソフトの『ポップ&チップス』（エポック社）である。通常サイズのゲームカートリッジを巨大化して単三電池2本の格納スペースを確保することで実現したものであり、後発のスーパーカセットビジョン版『ドラゴンスレイヤー』（1986年4月発売）等でも採用されている。しかし、完成度が低く電池の接触不良等によるデータ消滅が多発した。
MSX用ソフトでの初は1986年11月発売の『ハイドライドII SHINE OF DARKNESS』（T&E SOFT）。パーソナルコンピュータの本体に内蔵することが常識だった16KBのSRAMとリチウム電池をROMカートリッジの内部に内蔵した。なお、前作でパスワード方式を発明したが、『ハイドライドII』でパスワードを採用すると、約50文字の長大なパスワードとなりプレイヤーは入力ミスによる苦痛を味わうと考え不採用となった経緯がある。なお、パスワードについては『ハイドライドII』の翌年に登場したファミリーコンピュータ（ファミコン）版およびMSX/MSX2版の『ドラゴンクエストII 悪霊の神々』（エニックス）では、懸案だった最大52文字の長いパスワード方式が採用されている。やはり誤入力が多発していたようである。
一方この頃、PC-8800MkIIシリーズ、PC-9800シリーズ、Macintoshシリーズなどではすでにフロッピーディスクが標準搭載となっていた。低価格帯のMSX2などでもフロッピーディスクが普及すると、不安定なバッテリーバックアップに代えてディスクメディアでのセーブが主流となっていく。
ファミコンでの初は、1987年4月発売の『森田将棋』（セタ）。その後はRPGを中心に一般化した。RPGでは『未来神話ジャーヴァス』（タイトー）、『インドラの光』（ケムコ）、『ファイナルファンタジー』、ドラゴンクエストシリーズでは、翌1988年2月発売の『ドラゴンクエストIII そして伝説へ…』から同システムが導入された。
セガ・マークIIIで初めて搭載したのは1987年10月18日の『覇邪の封印』。
1990年代中ごろから、フラッシュメモリ（EEPROM）などの、データの保持に電源が不要な不揮発性メモリが小型化および低価格化したために、バッテリーバックアップに替わってこれらが徐々に記憶媒体の主流となっていった。方式移行の過渡期の機種であるNINTENDO 64やゲームボーイアドバンスのタイトルでは、セーブ方式にバッテリーバックアップと不揮発性メモリが混在しているものが存在する。
2016年頃から、ロムカセットがゲーム用メディアとして使われる事は携帯型ゲーム機のみであり、読み出し専用の光ディスクに、前述の不揮発性メモリを用いた外部記憶装置や、本体内蔵の補助記憶装置（フラッシュメモリ、ハードディスクドライブ）を組み合わせる方式が主流となった。
フラッシュメモリは、SRAMに比べて記録速度が遅いため、『不思議のダンジョン』シリーズをはじめとするローグライクゲームなど、リアルタイムセーブを採用してきたゲームタイトルの中にはゲーム開始時にペナルティを付加した状態でセーブを行なうなどの仕様変更が行われることもあった。
フラッシュメモリには書き込み回数に制限があるが、ゲームに用いられているものは現実的な使用範囲で限界に達したという例はほとんど無く、普通は説明書等でも触れられていない。